# Lustra (film)
Lustra (ang. Mirrors) – amerykańsko-rumuńsko-niemiecki horror z 2008 roku w reżyserii Alexandre’a Aja. Remake południowokoreańskiego horroru Lustro (2003). Zdjęcia kręcono w Nowym Jorku i Bukareszcie.

## Obsada
- Kiefer Sutherland − Ben Carson
- Paula Patton − Amy Carson, była żona Bena
- Amy Smart − Angela Carson, siostra Bena
- Cameron Boyce − Michael Carson, syn Bena i Amy
- Erica Gluck − Daisy Carson, córka Bena i Amy
- John Shrapnel − Lorenzo Sapelli, poprzedni stróż w spalonej galerii
- Mary Beth Peil − Anna Esseker, pierwsza omotana
- Adina Rapiteanu − młoda Anna Esseker
- Julian Glover − Robert Esseker, brat Anny
- Jason Flemyng − detektyw Larry Byrne, przyjaciel Bena z policji
- Ezra Buzzington − Terrence Berry